# Parafia św. Jana Chrzciciela w Chociszewie
Parafia św. Jana Chrzciciela w Chociszewie – parafia rzymskokatolicka, terytorialnie i administracyjnie należąca do diecezji zielonogórsko-gorzowskiej, do dekanatu Babimost. W parafii posługują księża diecezjalni. Od 1 sierpnia 2016 do śmierci tj. do 28 stycznia 2024 proboszczem parafii był ks. Ryszard Fido.  

## Obszar parafii
Terytorium parafii: Chociszewo, Lutol Suchy, Rogoziniec.

## Proboszczowie
- ks. Johan Sztulc
- ks. Aleksander Kusiak SDS - (1945)
- ks. Maciej Bulak (1945 - 1970)
- ks. Henryk Fordon (1970 - 1977)
- ks. Kazimierz Zbierski (1977 - 1981)
- ks. Stanisław Wojnar (1981)
- ks. Henryk Jacuński (1981 - 1994)
- ks. Marian Bambul (1994 - 1998)
- ks. Mirosław Maciejewski (1998 - 2005)
- ks. Mieczysław Pospiech (2005 - 2013)
- ks. Stanisław Stefańczyk (2013 - 2016)
- † ks. Ryszard Fido (2016 – 2024)
- ks. Andrzej Janicki (2024 - )